# Aleucanitis kusnezovi
Aleucanitis kusnezovi är en fjärilsart som beskrevs av Volker John 1910. Aleucanitis kusnezovi ingår i släktet Aleucanitis och familjen nattflyn. Inga underarter finns listade i Catalogue of Life.